# 毛瓣绿绒蒿
毛瓣绿绒蒿（学名：Meconopsis torquata）为罂粟科绿绒蒿属下的一个种。

## 扩展阅读
- 維基物種上的相關：毛瓣绿绒蒿